# Jarl Sigvaldi

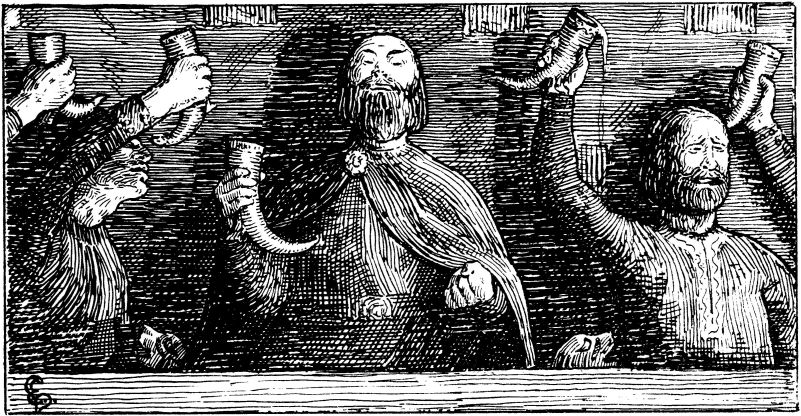
Jarl Sigvaldi składa przysięgę na uczcie żałobnej ku czci swego ojca jarla Sturtharalda

Jarl Sigvaldi – syn jarla Skanii Strutharalda i brat Thorkela Wysokiego. Zastąpił Palnatokiego w roli przywódcy Jomswikingów, przy czym wyróżniał się raczej sprytem niż wojowniczością. 
By pojąć za żonę Astrid, córkę wodza Wenedów Burysława, obiecał Wenedom uwolnienie ich od trybutu, który musieli płacić Duńczykom. Wywiązał się z obietnicy, żeglując ku wybrzeżom Zelandii, skąd wysłał list do Swena Widłobrodego, że ma dlań ważne wiadomości, ale nie może przekazać ich osobiście, bo zachorował obłożnie i nie jest w stanie zejść ze statku. Zaciekawiony Swen odszukał okręt Sigvaldiego u brzegów wyspy i bez wahania wszedł na jego pokład, gdzie został natychmiast uwięziony przez Jomswikingów. By odzyskać wolność, król duński musiał zrzec się jakichkolwiek roszczeń wobec Jomsborga i Wenedów, a na dodatek zapłacić sowity okup.
Podczas pogrzebu swego ojca Strutharalda Sigvaldi, za radą Swena, postanowił zaatakować Norwegię i obalić jarla Haakona, co w czasie uczty żałobnej uroczyście zaprzysiągł. Przysięga ta doprowadziła do bitwy pod Hjørungavágr w 986 roku, z pola której Sigvaldi uszedł, zostawiając swych towarzyszy i tym samym okrywając się hańbą.
W 1000 roku Sigvaldi raz jeszcze dowiódł swej dwulicowości, wciągając do bitwy pod Svold króla Olafa Tryggvasona, a następnie przechodząc na stronę przeciwnika.